# Northern Soul (film 2004)
Northern Soul è un cortometraggio del 2004 diretto da Shane Meadows.